# بوكيمون كويست
بوكيمون كويست باليابانية ポケモンクエスト والتي تعرب الي بوكيتو مونستا كويستو تترجم بشكل حرفي الي البحث عن وحوش الجيب هي عبارة عن لعبة مغامرة حركة مجانية من سلسلة بوكيمون تم تطويرها بواسطة شركة جيم فريك اليابانية ونشرتها وروجت لها شركة نينتيدو وذا بوكيمون كومباني اصحاب حقوق امتياز بوكيمون التجاري. تم إصداره للنتنتدو سويتش في 30 مايو 2018، مع إصدارات لأجهزة التي تعمل بنظام الاندرويد واي او اس تم إصدارها في 27 يونيو 2018. خلال عدة أيام من إطلاق اللعبة علي منصة نتيندو سويتش شهدت اللعبة تحميل أكثر من مليون نسخة في جميع أنحاء العالم، ووصلت إلى أكثر من 7.5 مليون تنزيل بعد أسبوع واحد من اطلاقها.

## اللعب
تتميز لعبة بوكيمون كويست بتصميم ممتلئ بأسلوب الفوكسل يشبه نظام لعبة ماينكرافت . تدور احداث اللعبة في جزيرة تسمي بجزيرة تومبليكيوب Tumblecube ، وتضم بوكيمون على شكل مكعب يسمى بوكيكسيل "Pokéxel". البوكيمونات التي ظهرت في هذه اللعبة هي من الإصدار الأصلي من منطقة كانتو في لعبة بوكيمون أحمر و أزرق.  في اللعبة، يتحكم اللاعبون في المعسكر الأساسي وفريق البوكيمونات. تتمثل مهمة اللاعب الرئيسية في إكمال جميع المستويات في الجزيرة، متغلبًا على البوكيمونات البري. يمكن تقسيم عملية اللعبة إلى أربعة أجزاء: إدارة معسكر القاعدة، والقيام بحملات استكشافية، والتدريب، وتحسين اسلوب البوكيمونات في القتال، وجذب البوكيمونات الجديدة لجمعها.

### إدارة معسكر القاعدة
معسكر القاعدة هو عبارة عن معسكر يساعد اللاعب التقدم في اللعبة. في هذا المخيم اللاعب يملك القدرة على إعداد أطباق طعام لجذب البوكيمونات الجديدة وانشاء ديكورات لمختلف التأثيرات ويلقي ببوكيمون جديد في زيارة المخيم مرة كل 22 ساعة. وهناك أيضا كزة مارت التي تسمح للاعب شراء حزم DLC وزخارف مربع التوسعات. يمكن للاعبين أيضا المطالبة بـ 50 تذكرة PM (عملة اللعبة) مرة كل 22 ساعات، حيث اللاعب يمكنه أن يزيد قوته مع شراء حزم DLC وتذاكر الـpm تستخدم لشراء زينة مربع التوسع، وكذلك على الفور استكمال الاطباق وإعادة شحن الطاقة بعثات البوكيمون.

### البعثات
يحتاج اللاعب فريق مهمته الاولي تطهير الجزيرة من كل البوكيمونات البرية. للقيام بذلك يجب علي اللاعبون المرور عبر 12 موقعًا مختلفاً ولكل موقع من 3 إلى 7 مستويات. لكل مستوى يمكن للاعبين جلب ما يصل إلى ثلاثة بوكيمونات معه. لا يستطيع البوكيمون الهجوم فقط ولكن أيضًا يمكنه استخدام الحركات الهجومية أو الدفاعية ايضاً. في الكامل تحتوي اللعبة على مجموعة 167 حركة فريدة يتم توزيعها بطريقة بحيث يحتوي كل بوكيمون على من 2 إلى 11 حركة خاصة. بعد استخدام الحركة خاصة، يحتاج البوكيمون إلى الانتظار لبضع ثوان (حسب الحركة المستخدمة) لاستعادتة استخدامها. خلال هذا الوقت يمكنه فقط استخدام الهجمات العادية. كل مستوى يكمله اللاعب يمكنه من الوصول إلى المستوى التالي في ذلك الموقع.

### الحصول على بوكيمونات جديدة
يمكن للاعبين جذب بوكيمونات جديدة عن طريق إعداد الطعام المفضل لها. فيوجد وعاء لطهي الطعام في معسكر القاعدة. اعتمادا على المكونات المختلفة من الـ 18 مكون المختلفة يمكن للاعب استخدامها لطهي الأطباق. الأطباق المختلفة تساعد علي دعوة الكثير من البوكيمونات من مختلف الانواع. المكونات التي يتم الحصول عليها في المقام الأول من خلال البعثات التي ينظمها اللاعب ولكن يمكن أيضا أن يتم الحصول عليها بواسطة إعادة التدوير قوة الحجارة غير المستخدمة. المكونات يتم تصنيفها حسب اللون وصلابتها ونوعها النادر البوكيمونات النادرة تنجذب دئماً إلى الأطباق التي يستخدم المكونات النادرة. الطبخ والأواني المستخدمة تسخدم لتحديد مكافأة احصائيات مستوى البوكيمون الذي يتم جذبه حيث أفضل وعاء يستخدم أكثر المكونات يجب يتم استخدمه لطهي الطعام وكلما كان الطعام له جودة في المكونات كلما يجذب بوكيمونات أفضل واقوي.

### تدريب وتحسين البوكيمونات
البوكيمونات يمكنها أن تصل الي المستوى الاعلي عبر طريقتين الاولي هي الذهاب في البعثات والثانية من خلال التدريب. تدريب البوكيمون يتم بواسطة استخدم بوكيمونات آخري لاكتساب الخبرة وبمجرد الانتهاء من التدريب، سيغادر البوكيمون الذي استخدم كبوكيمون داعم. يمكن للاعب أيضًا تدريب البوكيمونات على استبدال مجموعة الحركات الحالية الخاصة بهم باستخدام بوكيمون آخر كبوكيمون داعم. إذا كان اللاعب يستخدم نفس النوع أو نفس نوع بوكيمون كبوكيمون داعم تزداد مقدار الخبرة المكتسبة وفرص تغيير الحركة مقارنة باستخدام بوكيمون عشوائي كبوكيمون داعم. على الرغم من أن الخبرة المكتسبة وفرص تغيير مجموعة الحركات تنخفض بعد كل تدريب يتم علي البوكيمون كل بوكيمون لديه الطاقة السحر الخاصة به حيث يمكنه إدراج الحجارة الخاصة به المسماة باحجار الطاقة / احجار القوة "Power Stones" لزيادة احصائيات البوكيمونات أحجار القوة العظمي تزيد من قوة الهجوم وقوي أحجار الطاقة المتينة تزيد من مستوي الاتش بي HP الخاص بالبوكيمون. يمكن وضع الحجارة في فتحات احجار القوة الموجودة في البوكيمون. قد تحتوي هذه الأحجار أيضًا على مؤثرات خاصة تعمل على تحسين الإحصائيات المختلفة مثل سرعة الحركة أو معدل الدخول الحرج. بخلاف احجار الطاقة العظمي Mighty Stones واحجار الطاقة المتينة Sturdy Stones ، يمكن وضع أنواع خاصة من الأحجار النادرة على فتحات بجوار حركة البوكيمونات هذه الحجارة يمكن أن تعطي الحركات مزايا إضافية وذلك لاستخدامها بشكل اقوي. ويلاحظ أيضًا أن بعض الحركات يمكن تجهيزها بواسطة نوع معين من الأحجار الخاصة..

## إطلاق اللعبة
تم الإعلان عن لعبة بوكيمون كويست لأول مرة خلال المؤتمر صحفي الذي عقدته شركة البوكيمون العالمية في 30 مايو 2018، وتم إصداره على نينتدو اي شوب كمتجر مجاني لبدء تشغيل النينتدو سويتش في وقت لاحق من ذلك اليوم. كما تم الإعلان عن إصدار نسخة محمولة لأجهزة التي تعمل بنظام أي اوه اس واندرويد في أواخر يونيو 2018. تم إصدار بوكيمون كويست على متاجر اي تيونز وجوجل بلاي في 27 يونيو 2018.
عند إطلاق اللعبة، تم إصدار ثلاث حزم محتوى قابلة للتنزيل للشراء، إلى جانب العناصر المتاحة للشراء الفردي. تحتوي الحزم على عناصر ومكافآت يمكن استخدامها لتحسين اللعبة وتقوية البوكيمونات وتحتوي علي احجار نادرة.

## استقبال
| استقبال |                        |
| --- | ---------------------- |
| مجموع النقاط المجموع نقاط ميتاكريتيك NS: 64/100 [ 12 ] iOS: 62/100 [ 13 ] درجة المراجعة نشرة نقاط غيم إنفورمر 6/10 [ 14 ] |                        |
| مجموع النقاط |                        |
| المجموع | نقاط                   |
| ميتاكريتيك | NS: 64/100 iOS: 62/100 |
| درجة المراجعة |                        |
| نشرة | نقاط                   |
| غيم إنفورمر | 6/10                   |

 أشار غلين فوكس من موقع نينتندو لايف إلى أن اللعبة كانت «عادية» و «بسيطة في التعامل معها»، لكنه انتقد نظام الطاقة وعلى الرغم من الإشارة إلى أنها بعيدة عن «فكرة الجولد سينك». لاحظ برايان شيا من موقع Game Informer بعض الأخطاء في اللعبة واشار ايضاً الي بعض النقاط الايجابية في اللعبة وأعطى اللعبة مراجعة مختلطة، قائلا «أنا أستمتع بأجزاء من بوكيمون كويست، لكن المغامرة لا ترقى إلى أي شيء يمكن تذكره.» (باختصار اللعبة جيدة في اجزاء وسيئة في اجزاء اخري)

في خلال يومين من إصدار اللعبة حصدت أكثر من مليون عملية تنزيل. بعد أسبوع واحد حصد اللعبة أكثر من 7.5 مليون عملية تنزيل في جميع أنحاء العالم، مع عائدات الأسبوع الأول تتجاوز 3 ملايين دولار على الاجهزة التي تعمل بنظام أي اوه اس واندرويد. خلال شهرها الأول على الاجهزة تعمل بنظام أي اوه اس واندرويد اللعبة حصدت ما يقرب من 8 ملايين التنزيلات وإجمالي 8 ملايين دولار ارباح على منصات المحمول المختلفة. بحلول نهاية عام 2018، كانت اللعبة قد حصدت 10 ملايين تنزيل.

## روابط خارجية
- بوكيمون كويست على موقع Google Play (الإنجليزية)
- الموقع الرسمي